# المحكمة الابتدائية (العراق)
المحكمة الابتدائية هي محكمة تختص بنظر الدعاوى المرفوعة أمام المحاكم لأول مرة. أصبحت المختصة بالنظر بالدعاوى والأمور التي كانت تعتبر من اختصاص محكمة الصلح وتنعقد من قاضي واحد، وتشكل في كل مركز محافظة أو قضاء. يجوز تشكيلها في النواحي بشرط صدور أمر من وزير العدل ولوزير العدل توسيع الاختصاص المكاني للمحكمة إلى أكثر من قضاء أو ناحية، كما إن لوزير العدل وبناءا على اقتراح من رئيس محكمة الاستئناف لتشكيل محكمة ابتدائية بالنظر في نوع أو أكثر من الدعاوى، كما إن هذه المحكمة أصبحت مختصة بالنظر بالدعاوى والأمور التي كانت تعتبر من اختصاص محكمة الصلح بموجب المادة (31) قانون التنظيم القضائي رقم(35) لسنة 1979.

## التشكيل[2]
تعد المحكمة الابتدائية من تشكيلات السلطة القضائية التي حددتها المادة (11) من قانون التنظيم القضائي في العراق رقم 160 لسنة 1979 المعدل، وتشكل المحكمة الأبتدائية بموجب بيان يصدره وزير العدل أو رئيس مجلس القضاء الأعلى الذي يحل محل وزير العدل بموجب امر سلطة الائتلاف المؤقتة المنحلة رقم 35 لسنة 2003، في المركز الإداري لكل محافظة وحسب حاجتها أو في الاقضية والنواحي وتوسعت السلطة القضائية في استحداث المحاكم من خلال التوسع الافقي الذي حدث بعد عام 2003، وذلك على اقتراح يقدمه رئيس استئناف المنطقة وعلى وفق احكام المادة (22) من قانون التنظيم القضائي رقم 160 لسنة 1979 المعدل، وأصبح عدد محاكم البداءة أكثر من 121 محكمة في عموم العراق عدى اقليم كردستان، وكان النظام القضائي في العراق في ظل الدولة العثمانية عندما احتلت العراق يعمل بنظام المحاكم الشرعية التي كانت تتولى القضاء بين الناس على وفق الاحكام الشرعية، حتى وقوع العراق تحت الاحتلال البريطاني فأصدرت سلطة الاحتلال بيان تشكيل المحاكم في 28/12/1917 الذي حدد أنواع المحاكم التي مازال العمل فيها حتى الوقت الحاضر وشكلت محكمة استئناف بغداد التي اعتبرت المحكمة العليا وكانت نواة تشكيل محكمة التمييز لاحقا، كما شكل البيان محكمة بداءة في عدد من المناطق منها بغداد، الحلة بعقوبة، البصرة والموصل وهذه المحاكم كان يرأسها قضاة بريطانيون وأعضاء من الحكام العراقيون ويلاحظ على ان محكمة البداءة كانت تشكل من هيئة قضائية وليس من قاضٍ واحد وتعنى بالنظر في القضايا الحقوقية (المدنية) والتجارية، اما الآن فإنها تنعقد من قاضٍ واحد على وفق حكم المادة (23) من قانون التنظيم القضائي رقم 160 لسنة 1979 المعدل كذلك تشكيل محكمة صلح في البصرة والعمارة وكركوك والموصل تتولى النظر في الدعاوى الصلحية، مثلما كان عليه الامر في العهد العثماني ومحكمة الصلح الغيت فيما بعد وتم نقل اختصاصها إلى محكمة البداءة على وفق المادة(65) من قانون التنظيم القضائي وفي إشارة إلى حجم الدعاوى التي نظرتها محاكم البداءة في عموم العراق للفترة من بداية عام 1924 لغاية عام 1925 بلغت (931) دعوى اما المحاكم الصلحية بلغ عدد الدعاوى فيها (51118) دعوى وعدد محاكم البداءة (5) خمسة محاكم والمحاكم الصلحية بلغ عددها (9) تسعة محاكم الا ان التوسع في العمل القضائي دعا مجلس القضاء الاعلى إلى استحداث محاكم متخصصة في نوع معين من الدعاوى التي تنظرها محكمة البداءة ومنها المحكمة المتخصصة في الدعاوى التجارية والتي يكون أحد اطرافها اجنبي غير عراقي على وفق بيان مجلس القضاء الاعلى المرقم 136 في 1/11/2010 ثم تم افتتاح محاكم أخرى في النجف والبصرة، كذلك المحكمة المختصة في قضايا النشر والإعلام في شقها المدني والتي تنظر في طلب التعويض وكل ما يتفرع من حقوق كانت ضمن أعمال محكمة البداءة والتي تم تشكيلها بموجب بيان مجلس القضاء الاعلى 81/ق/آ في 11/7/2010، ومحكمة البداءة المختصة في دعاوى استملاك امانة بغداد.

## الصلاحيات
تختص المحكمة الابتدائية في عدد من الاختصاصات التي اشار لها قانون المرافعات المدنية رقم (83) لسنة 1969 المعدل وفي بعض القوانين النافذة الأخرى مثل قانون مؤسسة السجناء السياسيين رقم 4 لسنة 2006 وقانون مؤسسة الشهداء رقم 3 لسنة 2006 المعدل وقوانين أخرى وتبقى محكمة البداءة هي المختصة في النظر بجميع المنازعات التي لم يذكر لها جهة مرجع بموجب نص أو قانون خاص وذلك بحكم الولاية العامة التي تتمتع بها على وفق حكم المادة (29) من قانون المرافعات رقم 83 لسنة 1969 المعدل والتي جاء فيها الاتي (تسري ولاية المحاكم المدنية على جميع الاشخاص الطبيعية والمعنوية بما في ذلك الحكومة وتختص بالفصل في كافة المنازعات الا ما استثنى بنص خاص) وهذا ما استقر عليه قضاء محكمة التمييز في العديد من قراراتها ومنها قرار الهيئة الموسعة في محكمة التمييز الاتحادية العدد188/موسعة مدنية/2010 في 10/11/2010، الا ان الاختصاصات الرئيسية لمحكمة البداءة وردت في عدة مواد من قانون المرافعات منها المتعلق بالاختصاص النوعي اذ تختص محكمة البداءة بنوع معين من الدعاوى مثل اختصاص دعاوى محكمة الصلح التي تنظرها محكمة البداءة بدرجة اخيرة والمذكورة في نص المادة (31) من قانون المرافعات والمقصود بعبارة تنظرها بدرجة اخيرة أي بمعنى ان قرار الحكم الذي تصدره محكمة البداءة يكون خاضع لطريق الطعن بالتمييز فقط ولا يجوز استئنافه ومن أنواع هذه الدعاوى ازالة الشيوع والتخلية وغيرها وفي الفترة الاخيرة الدعاوى الناشئة عن تطبيق قانون هيئة دعاوى الملكية رقم 13 لسنة 2010 والدعاوى الخاصة بمؤسسة السجناء السياسيين على وفق القانون رقم 4 لسنة 2006 وقانون مؤسسة الشهداء رقم 3 لسنة 2006 المعدل وقانون التضمين رقم 12 لسنة 2006 وسائر الدعاوى الأخرى التي حددها القانون، ويدخل في هذا النوع الاختصاص القيمي بمعنى إذا كانت قيمة الدعوى اقل من الف دينار يكون الاختصاص لمحكمة البداءة بدرجة اخيرة اما إذا زاد المبلغ على ذلك يكون الاختصاص لمحكمة البداءة بدرجة اولى بمعنى ان الحكم الذي يصدر في مثل هذه الدعاوى خاضع لكافة الطرق الطعن بالاعتراض والاستئناف والتمييز وذلك على وفق حكم المادة (32) مرافعات والتفريق بين نوعي الاختصاص طالما كان محل تنازع بين المحاكم ويتم عرض الدعوى على الهيئة الموسعة في محكمة التمييز التي تحدد الاختصاص لأي محكمة عندما يتعلق الامر بطرق الطعن في الحكم لان بعض الاحكام يطعن فيها تمييزاً امام محكمة الاستئناف بصفتها التمييزية عندما يحدد القانون ذلك مثل دعاوى تخلية المأجور على وفق قانون ايجار العقار رقم 87 لسنة 1979 المعدل وقانون التضمين وقانون مؤسسة السجناء ومؤسسة الشهداء وقانون الاستملاك وغيرها من القوانين، وعند التنازع يكون قرار الهيئة الموسعة الفصل في ذلك وتختص محكمة البداءة في النظر بالقضاء المستعجل والقضاء الولائي ودعاوى الاحوال الشخصية لغير المسلمين وعلى وفق المادة (33)

## وصلات خارجية
الطعن بقرار المحكمة الأبتدائية